# Pjankowo (rejon biełozierski)
Pjankowo (ros. Пьянково) – wieś (sieło) w Rosji, w obwodzie kurgańskim, w rejonie biełozierskim. W 2010 liczyła 244 mieszkańców.